# Robinson soll nicht sterben
Robinson soll nicht sterben ist ein deutscher Spielfilm aus dem Jahr 1957. Der Film mit Romy Schneider, Horst Buchholz und Erich Ponto in den Hauptrollen entstand nach dem gleichnamigen Theaterstück von Friedrich Forster. Regisseur war Josef von Báky.

## Handlung
Daniel Defoe ist der berühmte Schriftsteller und Autor von Robinson Crusoe, aber zum Vergnügen auch Geschichtenerzähler für die Jungen Ben, Charly und Jim, die hart in der Baumwollfabrik arbeiten müssen. In der Fabrik arbeitet auch Maud Cantley, bei deren Mutter Defoe zur Untermiete wohnt. Defoe war einst Berater König Georgs II. Doch seit er beim König in Ungnade gefallen ist und Defoes Bücher verboten wurden, weil zu viele Matrosen sich nach dem Vorbild des Robinson auf Inseln flüchten, kann sich der Schriftsteller nur mühsam durchs Leben schlagen. 
Obendrein ist er mit seinem Sohn Tom zerstritten. Dieser macht Schulden und kommt deshalb ins Schuldgefängnis. Doch sein Vater ist unbeugsam und möchte ihm auch jetzt nicht helfen. Maud dagegen glaubt an Tom und besucht ihn im Gefängnis. Sie hinterlässt sich selbst als Pfand für Tom, damit er seinen, über den Ärger schwerkrank gewordenen Vater besuchen kann. Sie möchte, dass sich die beiden wieder versöhnen. Defoe jedoch zeigt sich unnachgiebig und der Sohn stiehlt ihm dafür seinen größten Schatz: Das wertvolle handschriftliche Manuskript seines Romans Robinson Crusoe. Tom verkauft das Manuskript für einen lächerlichen Preis an einen Trödler und bezahlt damit seine Schulden, wodurch er wieder freikommt. Daraufhin verschwindet er mit dem Gangsterkönig Carlton Heep und ein paar zwielichtigen Gestalten. 
Maud und die Kinder machen sich sofort auf die Suche nach ihm, unter ihnen auch Ben, Charly und Jim, die stattdessen an diesem Abend, aufgrund ihrer fürchterlichen Arbeit in der Baumwollfabrik, eigentlich nach Robinsons Vorbild auf einem Schiff anheuern wollten, um für immer zu fliehen. In der Taverne von Carlton Heep werden sie fündig und nehmen Tom mit. Im Hyde Park halten sie ihn kurz gefangen, während Maud eine Audienz beim König persönlich erwirkt. Dieser gibt Tom Geld, sodass er das Manuskript zurückkaufen kann, und will auch dafür sorgen, dass Kinder nicht mehr so hart arbeiten müssen. Daraufhin besuchen sie alle Defoe in Mrs. Cantleys Wohnung. Tom und Maud lesen dem schwerkranken Schriftsteller aus Robinson Crusoe vor.

## Hintergrund
Regieassistent bei diesem Film war der Theaterregisseur Rudolf Noelte. Die Uraufführung erfolgte am 7. Februar 1957 im Ufa-Palast Köln.

## Kritiken
„Kinder aus den Armenvierteln Londons organisieren Hilfe für Daniel Defoe (1660–1731), den betagten und in Not geratenen Autor ihres Lieblingsbuchs ‚Robinson Crusoe‘. Keine historische Biografie, aber warmherzige, munter inszenierte und gespielte Unterhaltung.“

Die Evangelische Filmgilde kürte den Film im Februar 1957 zum Film des Monats.

## Hörspiele
Zwischen 1951 und 1961 entstanden auch drei Hörspiele unter dem gleichen Titel, die ebenfalls auf der Vorlage von Friedrich Forster basieren.
- 1951: Produzent: SDR – Regie: Walter Knaus – Sprecher: Gert Geiger (Daniel Defoe),  Gustav Roemer-Hahn (Tom Defoe), Clara Walbröhl (Mrs. Cantley),  Marianne Stopp (Maud), Karl Marx (König), Alfred Hansen (Mr. Herodes Pum),  Hans Simshäuser (Mr. Drinkwater), Käte Jaenicke (Sprecherin) u. a. – Länge:54'28 Minuten

- 1954: Produzent: NWDR Köln – Regie: Kurt Meister – Sprecher: Kurt Lieck (Erzähler), Michael Neumann (Defoe), Ute Zinn (Maud), Hermann Holve (König), Lutz Erbring (Charly),  Burkhard Gaffron (Jim), Günther Bautz (Bob), Peter Florian (Ben) u. a. – Länge: 30'00 Minuten

- 1961: Produzent: BR – Regie: Walter Ohm – Komponist: Hans Winterberg – Sprecher: Carl Wery (Daniel Defoe), Hans Dieter Zeidler (Tom),  Friedrich Domin (Der König),  Lina Carstens (Mrs. Cantley), Ina Peters (Maud), Hans Clarin (Charly Brown), Elmar Wepper (Jim Drinkwater), Bum Krüger (Mr. Herodes Pum) u. a. – Länge: 88'15 Minuten